# يوسف بارتشيتش
يوسف بارتشيتش (25 سبتمبر 1967 – 30 مارس 2007) كان إمامًا سلفيًا بوسنيًا ومؤسسًا للحركة السلفية في البوسنة والهرسك التي شكلت بقيادته المجتمع السلفي البوسني.

## حياته المبكرة
ولد يوسف بارتشيتش في عام 1967 في قرية برشيشي في بتروفيتش، كاليسيا.   درس في مدرسة غازي خسرو بك،  حيث حفظ القرآن من 1984 إلى 1987 وأصبح حافظًا. 
غادر يوسف بارتشيتش البوسنة والهرسك خلال حرب البوسنة ودرس الدراسات الإسلامية في المدينة المنورة. درس تحت إشراف الألباني وهو من أشهر شيوخ السلفية.  أثناء دراسته، أجرى يوسف بارتشيتش تدقيقًا نهائيًا لنسخة 1991 من ترجمة باسم بسيم كوركوتللقرآن باللغة البوسنية. أمر الملك فهد ملك المملكة العربية السعودية بنشر ترجمة القرآن التي مولتها وزارة الحج والأوقاف في المملكة العربية السعودية. 
خلال حرب البوسنة كان يوسف بارتشيتش ممثلاً لهيئة الإغاثة الإسلامية العالمية ومقرها فيينا في مدينة زينتشتا. ساعدت المنظمات الإسلامية "الخيرية" في نشر المساعدات المادية وغير المادية وساعدت في حملة تجنيد للدولة الإسلامية.[بحاجة لمصدر] وتشير ميتوديفا إلى أن المساعدات الإنسانية للمنظمة الإسلامية ارتبطت بنمو الجماعات السلفية في البوسنة والهرسك. 

## نشاطه الديني
عاد عام 1996 لنشر السلفية، داعياً إلى "العودة إلى الجذور الإسلامية" وتحدى المجتمع الإسلامي في البوسنة والهرسك.  إلى جانب نصرت إماموفيتش، أصبح يوسف بارتشيتش أحد القادة الرئيسيين للمجتمع السلفي الجديد الذي سعى إلى تحدي النظام الإسلامي التقليدي في البوسنة والهرسك. 
كانت أول جماعة للسلفية الجديدة أسسها يوسف بارتشيتش في قرية دونجا بوزينيا بالقرب من مغلاي، وكان غالبية الأعضاء هناك من مجاهدي البوسنة.    يوسف بارتشيتش، شخصية كاريزمية ذات خلفية تعليمية سعودية، كان ملتزمًا بفكر الجهاد ودحض شرعية المؤسسات العلمانية،   وعمل على إنشاء مجتمع موازٍ قائم على الشريعة الإسلامية. 
عندما تأسست الجماعة السلفية في غورنجا ماوتشا عام 2000، كانت لديها قيادة غير رسمية فكان قائدها الأول يوسف بارتشيتش.  تم تمويل جهود يوسف بارتشيتش من قبل محمد بورتشا، وهو رجل دين بوسني درس معه في المملكة العربية السعودية وترأس مسجد التوحيد في فيينا،  حيث استقر العديد من مسلمي البوسنة. 
في عام 2004، اتهم يوسف بارتشيتش زورا وبهتانا بالقتل وتهديد زوجته السابقة وعائلتها بعد أن تركته لأنه تحرش بها. وفي النهاية حُكم عليه بالسجن لمدة سبعة أشهر بتهمة التحرش بزوجته السابقة وقضى عقوبته في زينيتشا. وفي الوقت نفسه، حُكم عليه أيضًا بعقوبة مشروطة بالسجن لمدة عام وثلاثة أشهر بسبب اقتحام منزل عائلة زوجته السابقة. 
في السنوات التالية، كان المجتمع الإسلامي غافلا في الغالب عن تغلغل السلفيين في المساجد والمدارس والمراكز الثقافية، وبدأوا في مواجهتهم مباشرة في عام 2007. في شباط/فبراير 2007، حاول يوسف بارتشيتش وأتباعه دخول جامع الغازي خسرو بك الذي يعتبره العديد من مسلمي البوسنة المؤسسة المركزية لحياتهم الدينية.  ومع ذلك، منعه بعض المسلمين الآخرين من الدخول مرة أخرى فتدخلت شرطة كانتون سراييفو.  بعد الحادث، أغلق المسجد لمنع المزيد من التوتر،  ومنع الإمام المحلي صدر الدين إسيريش السلفيين من دخول المسجد مرة أخرى. 
حاول يوسف بارتشيتش وأتباعه دخول المسجد للمرة الثانية في 22 فبراير 2007 ومُنعوا من الدخول مرة أخرى. بدلاً من ذلك، ألقى محاضرة أمام المسجد، انتقد فيها الجالية الإسلامية في البوسنة والهرسك بسبب خروجهم عن "التعاليم الصحيحة للإسلام" وطالب بتطبيق الشريعة الإسلامية في البوسنة والهرسك، وهدد ضمنيًا بإنشاء مجتمع إسلامي مواز يعتنق الفكر السلفي. 
ويرى أنس عليش أن الاستيلاء على المسجد لم يكن فكرة يوسف بارتشيتش، بل زميله كراي كامل بن علي، المعروف باسم أبي حمزة، وهو تونسي حصل على الجنسية البوسنية. كان أبو حمزة قائدا عسكريا للمجاهدين البوسنيين التقى مع بارشيتش في زنزانة سجن لبعض الوقت. 

## الوفاة
يُعرف يوسف بارتشيتش بأنه سائق متهور جداً، وقد أصيب بجروح خطيرة بعد أن فقد السيطرة على سيارته واصطدم بعمود مصباح بالقرب من توزلا حوالي الساعة 2:00 صباحًا في 30 مارس 2007. مات في الساعة 8:40 مساء ذلك اليوم في مستشفى في توزلا.   ذكرت بعض وسائل الإعلام أنه توفي في محاولة انتحار،  وكانت هذه معلومة غير صحيحة. 
دُفن يوسف بارتشيتش في قريته الأصلية، وقاد الجنازة شقيقه الإمام عصمت بارتشيتش.  حضر جنازته 3000 مسلم،    اشتبك بعضهم مع الشرطة.  كان من بين الحاضرين حسين كافازوفيتش الذي كان مفتيا لتوزلا ثم أصبح مفتيا للبوسنة والهرسك. 
أشار روبرت دونيا، أستاذ التاريخ المشارك في جامعة سراييفو، إلى أن "مهنة بارشيتش كرجل وهابي أثارت استجابة أكبر بعد وفاته مما كانت عليه خلال حياته وساعدت بشكل أساسي في جلب الوهابية إلى بؤرة الاهتمام العام". 

## إرثه
كان يوسف بارتشيتش مؤسس الحركة السلفية في البوسنة والهرسك. كتبت آسيا ميتوديفا أنه كان له تأثير تكويني على خلفائه ، أي نصرت إماموفيتش وبلال بوسنيتش. 

## ملحوظات
1. ↑  Medžlis Islamske zajednice Kalesija.
2. ↑  Spahić 2007.
3. ↑  Mulahalilović 1988.
4. ↑  Karić 2004.
5. 1 2  RTV.
6. ↑  Korkut 1991.
7. 1 2 3 4 5 6  Metodieva 2021.
8. 1 2  Hesová 2021.
9. 1 2 3  Giacalone 2014.
10. 1 2 3 4  Racimora 2013.
11. ↑  Šarac (a) 2007.
12. 1 2 3 4 5 6  Donia 2007.
13. ↑  Alic 2007.
14. 1 2  Index.hr.
15. 1 2  Šarac (b) 2007.
16. ↑  Jutarnji.
17. ↑  The Economist.
18. ↑  Jiries 2021.

## فهرس

### كتب
- Jiries، Tanja Dramac (2021). Balkan Fighters in the Syrian War. ISBN:9781000436495. {{استشهاد بكتاب}}: |عمل= تُجوهل (مساعدة)
- Karić، Ekrem (2004). Prilozi za povijest islamskog mišljenja u Bosni i Hercegovini XX stoljeća [Contributions for the history of the Islamic thought in Bosnia and Herzegovina of the XX century]. Sarajevo: El-Kalem. ج. 1.
- Korkut، Besim (1991). Kur'an s prevodom [Qur'an with translation]. Medinah: Hadimu-l-Haremejni-š-Šerifejni-l-Melik. ISBN:9786038382158.
- Mulahalilović، Enver (1988). Vjerski običaji muslimana u Bosni i Hercegovini [The religious customs of Muslims in Bosnia and Herzegovina]. Tuzla: Hamidović.
- Racimora، William (2013). Salafist/Wahhabite Financial Support to Educational, Social and Religious Institutions. Brussels: European Union. ISBN:9789282343845.

### المجلات
- Giacalone, Giovanni (2014). "Il jihadismo nei Balcani: i nuovi focolai bosniaci" [Jihadism in the Balkans: the new Bosnian outbreaks]. ISPI Analysis (بالإيطالية) (264): 1–14.
- Donia، Robert (2007). "Nationalism and Religious Extremism in Bosnia-Herzegovina and Kosovo since 1990" (PDF). Europe. مؤرشف من الأصل (PDF) في 2022-11-15.
- Hesová، Zora (2021). "Wahhabis and Salafis, daije and alimi: Bosnian neoSalafis between contestation and integration". Southeast European and Black Sea Studies. ج. 21 ع. 4: 593–614. DOI:10.1080/14683857.2021.1994209. S2CID:244669103.
- Metodieva، Asya (2021). "The Radical Milieu and Radical Influencers of Bosnian Foreign Fighters". Studies in Conflict & Terrorism: 1–20. DOI:10.1080/1057610X.2020.1868097. S2CID:234149749.

### أخبار
- Alic، Anes (23 مارس 2007). "The Ringleaders of the Bosnia-Herzegovina Wahhabi Movement". Jamestown Foundation. Washington D.C. مؤرشف من الأصل في 2022-10-12. اطلع عليه بتاريخ 2022-10-11.
- "Balkan extremists". ذي إيكونوميست. London. 12 يوليو 2007. مؤرشف من الأصل في 2022-10-16. اطلع عليه بتاريخ 2022-10-11.
- "Preminuo vođa bosanskih vehabija Jusuf Barčić" [The leader of the Bosnian Wahbbists Jusuf Barčić died]. Index.hr. Zagreb. 31 مارس 2007. مؤرشف من الأصل في 2023-05-28. اطلع عليه بتاريخ 2022-02-16.
- "Preminuo vođa bosanskih vehabija Jusuf Barčić" [The leader of the Bosnian Wahabbists Jusuf Barčić died]. Jutarnji list. Zagreb. 31 مارس 2007. مؤرشف من الأصل في 2023-05-27. اطلع عليه بتاريخ 2022-02-16.
- "Ubili Baričića, štite teroriste?" [They murdered Barčić while protecting the terrorists?]. Radio Television of Vojvodina. Novi Sad. 4 أبريل 2007. مؤرشف من الأصل في 2023-05-31. اطلع عليه بتاريخ 2022-02-16.
- Spahić، Merima (13 مارس 2007). "Vehabije jurišaju na BiH džamije" [Wahabbists are marching towards mosques in Bosnia and Herzegovina]. Nacional. Zagreb. مؤرشف من الأصل في 2023-05-27. اطلع عليه بتاريخ 2022-02-16.
- Šarac، J (23 مارس 2007). "Vođa vehabija nije došao zbog džume" [The leader of the Wahhabites didn't arrive because of jumah]. Nezavisne novine. Banja Luka. مؤرشف من الأصل في 2022-10-12. اطلع عليه بتاريخ 2022-10-11.
- Šarac، J (31 مارس 2007). "Sahrana Jusufa Barčića u nedjelju" [Jusuf Barčić's funeral on Sunday]. Nezavisne novine. Banja Luka. مؤرشف من الأصل في 2023-05-28. اطلع عليه بتاريخ 2022-02-16.

### مواقع الويب
"Kalesijska ulema od 1941. godine do danas" [The ulama of Kalesija from 1941 to present]. Medžlis Islamske zajednice Kalesija. 25 نوفمبر 2016. مؤرشف من الأصل في 2023-01-28. اطلع عليه بتاريخ 2022-10-11.